# رئیس‌آباد (سرباز)
رئیس آباد روستایی که مرکز بخش کیشکور در شهرستان سرباز در استان سیستان و بلوچستان می باشد.

## جمعیت
جمعیت این روستا بر اساس آخرین آمار سرشماری سازمان آمار ایران برابر ۴۶۵تن(۱۲۷)خانوار می باشد.